# Kavallerie-Regiment 18 (Wehrmacht)
Das Kavallerie-Regiment 18 war ein Kavallerieverband der Wehrmacht, der durch Umbenennung aus dem 18. Reiter-Regiment der Reichswehr hervorging. Das Regiment wurde bei der Auflösung der Kavallerie-Divisionen 1936 nicht aufgelöst, sondern erst planmäßig mit der Mobilmachung der Wehrmacht am 25. August 1939 zur Aufstellung von Aufklärungs-Abteilungen verwandt.

## Auftrag
Wegen ihrer geringen Kampfkraft konnte die Kavallerie der Reichswehr lediglich zur Aufklärung und Sicherung eingesetzt werden.
Nach Auflösung der Kavallerie-Divisionen der Wehrmacht 1936 hatten die verbleibenden Kavallerie-Regimenter den Auftrag, die Ausbildung im Hinblick auf die im Kriegsfall aufzustellenden Aufklärungs-Abteilungen der Infanterie-Divisionen durchzuführen.

## Geschichte

### 18. Reiter-Regiment (1919–1934)
Durch Verfügung des Reichswehrministeriums Nr. 2494/12.19 T2 wurden am 18. Dezember 1919 die Reiter-Regimenter der Reichswehr gebildet. Die bisherigen Kavallerie-Regimenter 13 (württembergisch) und 113 (badisch) der vorläufigen Reichswehr schieden aus der 13. Reichswehr-Brigade aus und wurden im 18. Reiter-Regiment zusammengefasst. Es gehörte zur 3. Kavallerie-Division in Weimar.
Im Regiment übernahmen 1921
die 1. Eskadron die Tradition des Ulanen-Regiment „König Wilhelm I.“ (2. Württembergisches) Nr. 20 und des Dragonerregiment Königin Olga (1. württembergisches) Nr. 25,
die 2. Eskadron die des Ulanenregiment „König Karl“ (1. württembergisches) Nr.19,
die 3. Eskadron die des 1. Badisches Leib-Dragoner-Regiment Nr. 20 und des 2. Badisches Dragoner-Regiment Nr. 21,
die 4. Eskadron die des 3. Badisches Dragoner-Regiment „Prinz Karl“ Nr. 22 und des Dragoner-Regiment Nr. 26,
die 5. Eskadron die des Dragonerregiment König (2. Württembergisches) Nr. 26.

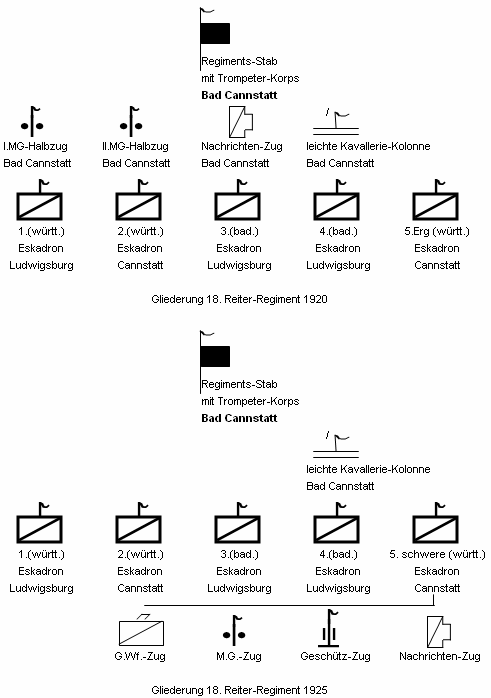
Gliederung 18. Reiter-Regiment

1923 wurden die komplette 3. Eskadron sowie ein Zug der 4. Eskadron des Regiments in Thüringen gegen kommunistische Aufständische eingesetzt. Im Januar 1925 wurde der Nachrichtenzug des Regiments aufgestellt und im Herbst des gleichen Jahres die 5. Eskadron in 2. Eskadron umbenannt, die 2. Eskadron in 5. Eskadron und gleichzeitig in eine schwere Eskadron mit Maschinengewehr-Zug, Kavalleriegeschütz-Zug und Nachrichten-Zug umgewandelt. Im April 1934 wurde eine Stabseskadron aufgestellt, diese bestand aber nur ein Jahr. 1932 gliederte sich das Regiment in
- Stab mit Nachrichtenzug
- 4 Reiter-Schwadronen[A 3] (1. – 4.) mit je sechs leichten MG 13
- 5. schwere Schwadron mit

Nachrichten-Zug,
MG-Zug mit 8 schweren MG 08,
Minenwerferzug mit zwei leichten Minenwerfern 7,5 cm,
Tankabwehrkanonenzug mit zwei Geschützen.
1934 wurde die 3. Schwadron an das Schützen-Regiment 1 abgegeben.
Im Herbst 1934 gab die 1. Schwadron fast ihren ganzen Bestand an Unteroffizieren und Mannschaften ohne Pferde an die Kraftfahrabteilung 5 ab und wurde durch Personal aus den übrigen Schwadronen wieder aufgefüllt. Gleichzeitig verlegten die 1. und 4. Schwadron von Ludwigsburg nach Bad Cannstatt. Im Mai 1935 wurde eine Schwadron des aufgelösten Reiter-Regiments 7 neue 3. Schwadron.

### Kavallerie-Regiment 18 (1934–1939)

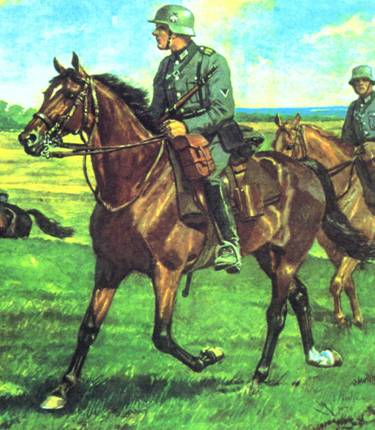
Reiter des Kavallerie-Regiments 18

1936 wurden die drei Kavalleriedivisionen der Wehrmacht aufgelöst, die Reiterregimenter in Kavallerie-Regimenter umbenannt und umgegliedert, gleichzeitig wurde die Bezeichnung Eskadron in Schwadron geändert. Das Regiment wurde so am 6. Oktober 1936 in Kavallerie-Regiment 18 umbenannt. Im Kriegsfall sollten nun aus den Kavallerie-Regimentern die Aufklärungsabteilungen der Infanteriedivisionen gebildet werden. Hierzu wurden eine 6. (Radfahr-), 9. (mot.) und 10. (Nachrichten-)Schwadron aufgestellt.
1938 wurde aus den bisherigen Waffengattungen Kavallerie und Panzertruppe die Waffengattung Schnelle Truppen gebildet. Mit der Mobilmachung der Wehrmacht am 25. August 1939 wurde das Regiment wie vorgesehen aufgelöst und daraus Aufklärungs-Abteilungen (teilmotorisiert) für Infanterie-Divisionen der 1. Welle sowie eine Ersatz-Abteilung gebildet. Außerdem stellte das Regiment Personal für die Reiterzüge der Infanterie-Regimenter dieser Divisionen.

### Nachfolgende Truppenteile

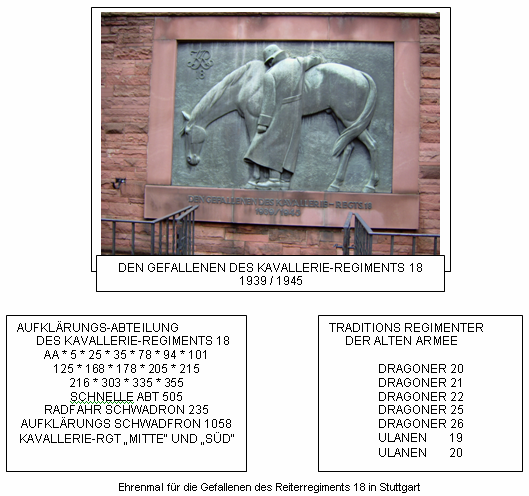
Ehrenmal für die Gefallenen des Reiterregiments 18 in Stuttgart

Bei Mobilmachung wurden durch das Kavallerie-Regiment 18 aufgestellt:
- Aufklärungs-Abteilung 5
- Aufklärungs-Abteilung 25
- Aufklärungs-Abteilung 35
- Aufklärungs-Abteilung 178
- Kavallerie-Ersatz-Abteilung 18 (aus den Resten des Regiments)

Im weiteren Verlauf des Krieges wurden durch die Kavallerie-Ersatz-Abteilung 18 und/oder durch Abgaben der bereits aufgestellten Aufklärungs-Abteilungen noch aufgestellt
Gebirgs-Aufklärungs-Abteilung 94
Aufklärungs-Abteilung 125
Radfahr-Abteilung 335

## Organisation

### Verbandszugehörigkeit
Bis zur Auflösung der Kavallerie-Divisionen gehörte das Regiment zur 3. Kavallerie-Division, danach zum V. Armee-Korps.

### Gliederung
Bei Aufstellung bestand das Regiment aus fünf Eskadron, die alle im Bereich des heutigen Baden-Württemberg stationiert waren.
| Einheit                  | Garnison    | Landsmannschaft | Traditionstruppe                     |
| ------------------------ | ----------- | --------------- | ------------------------------------ |
| Stab                     | Cannstatt   |                 |                                      |
| 1. Eskadron              | Ludwigsburg | württembergisch | Drag.Rgt. 25 und Ulan.Rgt. 20 / XIII |
| 2. Eskadron              | Cannstatt   | württembergisch | Ulan.Rgt. 19 / XIII                  |
| 3. Eskadron              | Ludwigsburg | badisch         | Drag.Rgt. 21 / XIV                   |
| 4. Eskadron              | Ludwigsburg | badisch         | Drag.Rgt. 22 / XIV                   |
| 5. (Ergänzungs-)Eskadron | Cannstatt   | württembergisch | Drag.Rgt. 26                         |

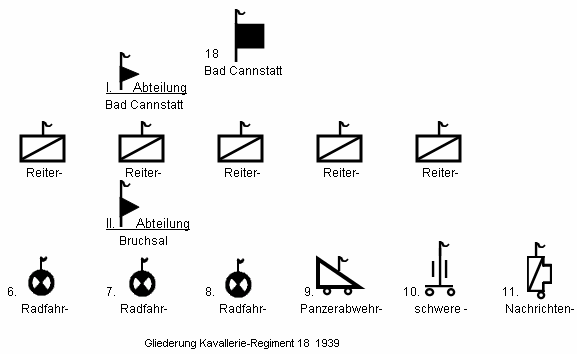
Gliederung Kavallerie-Regiment 18 1939

Ab der Umbenennung 1934 bestand das Regiment weiterhin aus 5 Schwadronen. 1936 wurde es vergrößert und umgegliedert:
- Regimentsstab
- I. Abteilung

1.–5. Reiter-Schwadron (mit je 3 Reiter-Zügen)
- II. Abteilung

6.–8. Radfahr-Schwadron (mit je 3 Radfahrer-Zügen und 1 schweren Zug)
9. Panzerabwehr-Schwadron
10. schwere Schwadron
11. Nachrichten-Schwadron

## Bewaffnung und Ausrüstung

### Gepäck am Pferd
In der linken Packtasche Reitergepäck wurden Ausrüstungsgegenstände des Reiters mitgeführt. Sie konnte abgesessen auch wie ein Rucksack auf dem Rücken getragen werden.
In der rechten Packtasche Pferdegepäck wurden die Utensilien für das Pferd (Striegel, 2 Hufeisen, 8 Stollen, 16 Nägel, 1 Stollenschlüssel, 1 Anbindering) mitgeführt.

### Waffen
Das Regiment war 1919 mit dem Karabiner 98a, Pistole, Säbel, Lanze und vier schweren MG 08 (s.M.G. 08) ausgestattet. Die vier schweren Maschinengewehre waren in einem Maschinengewehr-Zug, der dem Stab unmittelbar unterstand, zusammengefasst. Sie waren wie bei der Infanterie auf einem Wagen mit Vorderprotze verlastet, wurden aber wegen der besseren Beweglichkeit bei der Kavallerie sechsspännig gefahren. Die nicht mehr zeitgemäße Lanze, ein 3,20 m langes Stahlrohr mit Lanzenflagge, wurde aus Gründen der Tradition weiter getragen. Den Säbel trugen Mannschaften und Unteroffiziere rechts am Sattel. Weiter wurde die Packtasche 26, später die Packtasche 34 vorn am Sattel und das Hintergepäck hinter dem Sattel mitgeführt.
1926 wurden die Schwadronen mit dem leichten MG 08/15 ausgestattet, so dass nun in jeder Gruppe ein MG vorhanden war. Der MG-Richtschütze führte es links hinten am Sattel mit sich, auf der rechten Seite wurde das Gewicht durch einen weiteren Patronen-Kasten ausgeglichen. Im Oktober 1927 wurde die Lanze abgeschafft, wodurch eine größere Feuerkraft des Regiments erreicht wurde. Im Herbst 1928 erfolgte die Einführung des moderneren Karabiners K 98b. 1935 wurde das MG 08 durch das MG 13 ersetzt, 1936 wurden das MG 13 und das MG 08 durch das MG 34 ersetzt.

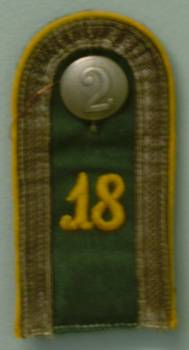
Achselklappe eines Unteroffiziers der 2. Schwadron

Standarte der Kavallerie

Bei Kriegsbeginn war das Kavallerie-Regiment nicht für den geschlossenen Einsatz vorgesehen. Es verfügte aber für die Ausbildung der einzelnen Schwadronen für den vorgesehenen Einsatz über die entsprechenden Waffen und Geräte. Dies waren
- Säbel, die aber schon lange nicht mehr als Waffe, sondern als Statuszeichen getragen wurden. Sie fielen 1942 weg.
- Karabiner 98k
- MP 40
- MG 34
- leichte Granatwerfer 36 le. G.Wf. 5 cm
- leichte Infanterie-Geschütze le. I.G. 18 7,5 cm als Kavallerie-Geschütz motorisiert, Zugfahrzeug Kfz 69 „Krupp-Protze“
- Panzerabwehrkanonen Pak 36 3,7 cm motorisiert, Zugfahrzeug Kfz 69 „Krupp-Protze“
- zuerst SonderKfz 13, dann leichte Vierrad-Panzerspähwagen SonderKfz 221
- zuerst SonderKfz 14, dann leichte Vierrad-Panzerspähwagen SonderKfz 223
- motorisierte und berittene Funk- und Fernsprechtrupps

### Uniform
Die Uniform entsprach derjenigen der Wehrmacht mit folgenden Abweichungen für die Berittenen der Kavallerie: an Stelle der normalen Tuchhosen trugen sie Reithosen, an Stelle der Marschstiefel hatten sie Reitstiefel, an Stelle des Stahlhelms Typ M18 (später Typ M35 oder Typ M1940) waren sie mit dem „Kavalleriehelm“ ausgestattet. (Der Helm der Kavallerie und der von den Nachrichtentruppen getragene Helm hatte Ohrenausschnitte vor dem seitlichen Schirm.)

### Fahne
Das Regiment erhielt wie alle Kavallerie- und motorisierten Verbände 1936 eine Standarte in der Grundfarbe orange.

## Garnisonen

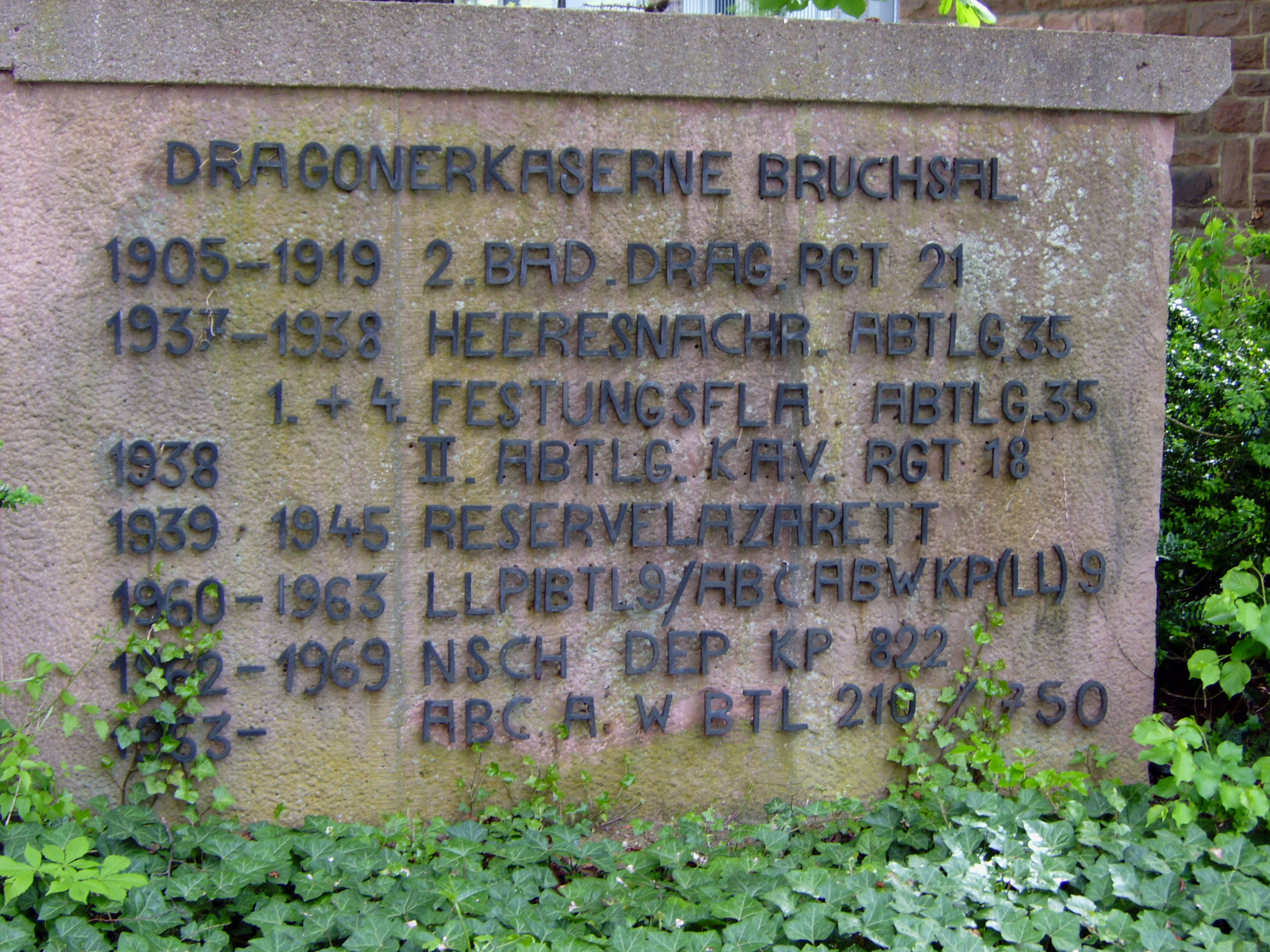
Gedenkstein in der ehemaligen Dragonerkaserne Bruchsal

| Garnison                     | Zeitraum      | Einheit                              | Kaserne              |
| ---------------------------- | ------------- | ------------------------------------ | -------------------- |
| Cannstatt                    | 1919 bis 1939 | Stab, 2. und 5. Eskadron/Schwadron   | Reiter-Kaserne       |
| Cannstatt                    | 1934 bis 1939 | 1. und 4. Eskadron / Schwadron       | Reiter-Kaserne       |
| Cannstatt                    | 1937          | 6. Schwadron                         | Taubenheim-Kaserne   |
| Cannstatt                    | 1937 bis 1938 | 9.–11. Schwadron                     | Taubenheim-Kaserne   |
| Ludwigsburg                  | 1919 bis 1939 | 3. Eskadron / Schwadron              | Königin-Olga-Kaserne |
| Ludwigsburg                  | 1919 bis 1934 | 1. und 4. Eskadron                   | Königin-Olga-Kaserne |
| Truppenübungsplatz Münsingen | 1936 bis 1937 | 6., 9.–11. Schwadron                 |                      |
| Stuttgart                    | 1937 bis 1939 | 6.–8. Schwadron                      | Moltke-Kaserne       |
| Bruchsal                     | 1938          | Stab II. Abteilung, 9.–11. Schwadron | Dragoner-Kaserne     |

## Kommandeure
| Nr. | Name                                                    | Beginn der Berufung | Ende der Berufung  |
| --- | ------------------------------------------------------- | ------------------- | ------------------ |
| 1.  | Major Friedrich Lauffer                                 | 1. Mai 1920         | 5. Mai 1920        |
| 2.  | Oberstleutnant Otto Braun                               | 6. Mai 1920         | 31. März 1923      |
| 3.  | Oberstleutnant Egon von Kardorff                        | 1. April 1923       | 31. Januar 1928    |
| 4.  | Oberstleutnant Maximilian Freiherr von Weichs           | 1. Februar 1928     | 28. Februar 1930   |
| 5.  | Oberstleutnant Richard Bernard                          | 1. März 1930        | 31. Januar 1933    |
| 6.  | Oberstleutnant, ab 1. Dezember 1933 Oberst Rudolf Veiel | 1. Februar 1933     | 30. April 1935     |
| 7.  | Oberst Adolf von Kleist                                 | 1. Mai 1935         | 30. September 1937 |
| 8.  | Oberst Hanns-Adolf Voigt                                | 1. Oktober 1937     | 30. September 1939 |

## Angehörige des Regiments
- Hermann Balck

Januar 1922 Eintritt als Leutnant in das 18. Reiter-Regiment, dort 1. Mai 1924 Oberleutnant, anschließend Generalstabslehrgang.
- Karl Allmendinger, Träger des Eichenlaub zum Ritterkreuz (* 3. Februar 1891; † 2. Oktober 1965)

Oktober 1923 Rittmeister im 18. Reiter-Regiment u. kommandiert zum Führergehilfen-Lehrgang/Stab 5. Div., 1. Juli 1943 Kommandierender General V. Armee-Korps, 1. Mai 1944 mit der Führung der 17. Armee beauftragt, 25. Juli 1944 abgelöst und in die Führerreserve versetzt.
- Heinz Trettner

1925 Eintritt als Fahnenjunker in das 18. Reiter-Regiment, 1929 Leutnant, im November 1932 Wechsel in die Fliegerschule Braunschweig zur Ausbildung als Pilot.
- Horst Niemack, Träger der Schwerter zum Ritterkreuz (* 10. März 1909; † 7. April 1992)

1. April 1927 Eintritt als Offizieranwärter in das Reiter-Regiment 18, 1931 Leutnant, 1934 Goldenes Reiterabzeichen, 1936 Kavallerie-Schule (Lehroffizier), 1939 Rittmeister und Schwadronchef im Reiter-Regiment 18, 1. April 1940 Kommandeur Aufklärungs-Abteilung 5 (5. Inf.Div., Juni 1940 erste deutsche Einheit an der Marne), 13. Juli 1940 Ritterkreuz des Eisernen Kreuzes als erster Kavallerieoffizier, 10. August 1941 Eichenlaub zum Ritterkreuz als erster eines Heeresfrontverbandes, Februar 1943 Kommandeur Panzergrenadier-Regiment 26, Oktober 943 Kommandeur Panzer-Füsilier-Regiment „Großdeutschland“, 4. Juni 1944 Schwerter zum Eichenlaub, 24. Januar 1945 Generalleutnant und Kommandeur der Panzer-Lehr-Division. Reserveoffizier bei der Bundeswehr. Leiter der Reitschule Warendorf, 1952 Vorsitzender Deutsches Olympisches Komitee für Reiterei, 1955 Präsident der Ordensgemeinschaft der Ritterkreuzträger, Präsident und Ehrenpräsident des Ring Deutscher Soldaten, 1968 Chef der deutschen Reiter-Equipe bei den Olympischen Spielen in Mexiko.
- Fridolin von Senger und Etterlin, Träger des Eichenlaub zum Ritterkreuz (* 4. September 1891; † 4. Januar 1963)

1. Oktober 1910 Eintritt in die preußische Armee, 1914 Leutnant der Reserve, 1919 Oberleutnant und Adjutant im Reiter-Regiment 18, 1. Januar 1927 Rittmeister und Eskadronschef, 10. November 1938 Kommandeur Kavallerie-Regiment 3, 2. Februar 1940 Kommandeur Reiter-Brigade 2, von Juli 1940 bis Juli 1942 Chef der deutschen Delegation bei der italienisch-französischen Waffenstillstandskommission in Turin, 10. Oktober 1942 Kommandeur 17. Panzer-Division, Juni 1943 Wehrmachtsbefehlshaber auf Sizilien, 8. Oktober 1943 Kommandierender General des XIV. Panzerkorps in Italien. 1950 Mitverfasser der Himmeroder Denkschrift.
- Prinz Ludwig Ferdinand Otto Ludolf zu Sayn-Wittgenstein-Berleburg, Ritterkreuzträger (* 4. April 1910; † 22. November 1943)

Trat 1919 in das Reiterregiment 18 ein. 1939 Kommandeur der Aufklärungsabteilung 35. Er fiel als Oberstleutnant (Ernennung am Tag zuvor) und Kommandeur des Kavallerieregiments „Süd“ bei Tschernjechoff/Schitomir in der Sowjetunion.
- Hans Scholl, Mitglied der Widerstandsgruppe Weiße Rose (* 22. September 1918; † 22. Februar 1943)

Trat im Herbst 1937 freiwillig als Rekrut in die 9. Schwadron des Kavallerie-Regiments 18 in der Taubenheim-Kaserne Bad Cannstatt ein. Scholls Vorgesetzte waren Major Rodt und Rittmeister Skubin. Scholl bleibt nach der Gestapo-U-Haft im Dezember 1937 bis zum Erntedienst in Masuren im Sommer 1939 beim Regiment. Ende Juni 1938 Teilnahme an Feldmanövern nahe Leonberg.

## Verweise